# 杯药草
杯药草（学名：Cotylanthera paucisquama）为龙胆科杯药草属下的一个种。其种加词“paucisquama”意为“少鱗的”。
现接受名为Exacum paucisquamum (C.B.Clarke) Klack., 2006